# 列支敦士登—美國關係

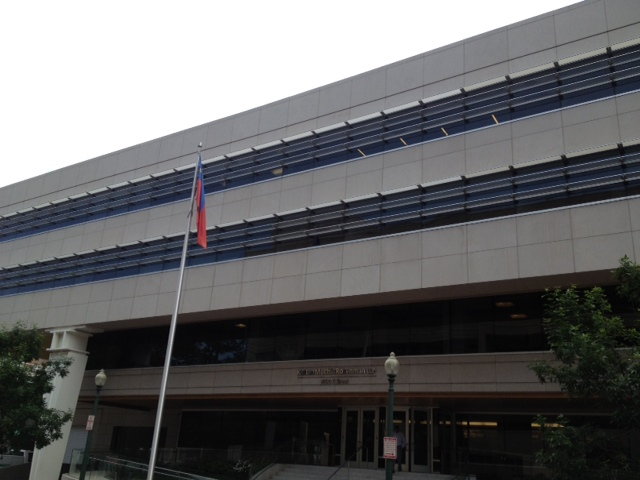
列支敦士登驻华盛顿大使馆。

列支敦士登－美国关系是列支敦士登与美国之间的双边关系。

## 历史
两国之间的关系一直很稳定。2002年，两国签署了一项法律互助条约，主要内容是共同打击洗钱和其他非法银行活动。
美国在列支敦士登没有大使馆，但是设在伯尔尼的驻瑞士大使也被派驻列支敦士登。大使苏珊·G·莱文曾担任驻瑞士和列支敦士登大使，但自2017年1月20日起，莱文辞职，她的职位一直空缺。然而，列支敦士登在美国确实有大使馆，位于华盛顿特区。